# Зелімхан Хаджієв
Зелімхан Хаджієв (фр. Zelimkhan Khadjiev; нар. 20 травня 1994, Солнечне, Хасав'юртівський район, Дагестан) — французький борець вільного стилю чеченського походження, дворазовий срібний призер чемпіонатів Європи. Тренер — Дідьє Пе.

## Життєпис
Народився в Дагестані, але у 10-річному віці батьки вивезли його, його брата та двох сестер з Росії, де якраз точилася друга російсько-чеченська війна. Вони планували їхати до Норвегії, але зіткнулися з проблемами на дорозі і опинилися в Ніцці, де вже жила чеченська родина, готова їх прийняти. Неподалік від будинку був клуб боротьби, куди ходило багато чеченських дітей і куди пішов і Зелімхан з братом. Там він і сформувався спортсмен-професіонал в борцівському клубі Ніцци. У 2010 році став бронзовим призером чемпіонату Європи серед кадетів. У 2013 повторив цей результат на чемпіонаті Європи серед юніорів. Наступного року став чемпіонаті світу серед юніорів. У 2017 році завоював срібну медаль чемпіонату Європи серед молоді.
Був єдиним французьким борцем на Олімпійських іграх 2016 року в Ріо-де-Жанейро.
На чемпіонаті світу 2019 року здобув бронзову нагороду, виборовши ліцензію для Франції на право виступу на літніх Олімпійських іграх 2020 року в Токіо. Але після змагань у нього в крові знайшли заборонений препарат. Його результат на чемпіонаті світу був анульований, а виграна квота перерозподілена. Він був відсторонений від змагань на 4 роки до 20 листопада 2023 року

## Спортивні результати на міжнародних змаганнях

### Виступи на Олімпіадах
| Змагання                    | Збірна  | Вагова категорія          | Місце |
| --------------------------- | ------- | ------------------------- | ----- |
| Літні Олімпійські ігри 2016 | Франція | вільна боротьба, до 74 кг | 8     |

### Виступи на Чемпіонатах світу
| Змагання                        | Збірна  | Вагова категорія          | Місце                     |
| ------------------------------- | ------- | ------------------------- | ------------------------- |
| Чемпіонат світу з боротьби 2015 | Франція | вільна боротьба, до 74 кг | 5                         |
| Чемпіонат світу з боротьби 2017 | Франція | вільна боротьба, до 74 кг | 9                         |
| Чемпіонат світу з боротьби 2019 | Франція | вільна боротьба, до 74 кг | ( Срібло) дискваліфікація |

### Виступи на Чемпіонатах Європи
| Змагання                         | Збірна  | Вагова категорія          | Місце  |
| -------------------------------- | ------- | ------------------------- | ------ |
| Чемпіонат Європи з боротьби 2017 | Франція | вільна боротьба, до 74 кг | 5      |
| Чемпіонат Європи з боротьби 2018 | Франція | вільна боротьба, до 74 кг | Срібло |
| Чемпіонат Європи з боротьби 2019 | Франція | вільна боротьба, до 74 кг | Срібло |

### Виступи на Європейських іграх
| Змагання              | Збірна  | Вагова категорія          | Місце |
| --------------------- | ------- | ------------------------- | ----- |
| Європейські ігри 2015 | Франція | вільна боротьба, до 74 кг | 7     |

### Виступи на інших змаганнях
| Змагання                                                  | Збірна  | Вагова категорія                 | Місце  |
| --------------------------------------------------------- | ------- | -------------------------------- | ------ |
| Турнір міста Сассарі 2012                                 | Франція | вільна боротьба, до 74 кг        | Срібло |
| Гран-прі Іспанії з боротьби 2012                          | Франція | вільна боротьба, до 74 кг        | 5      |
| Henri Deglane Challenge 2012                              | Франція | вільна боротьба, до 74 кг        | 7      |
| Франкомовні Ігри з боротьби 2013                          | Франція | вільна боротьба, до 74 кг        | Золото |
| Henri Deglane Challenge 2013                              | Франція | вільна боротьба, до 74 кг        | 9      |
| Гран-прі Парижа з боротьби 2015                           | Франція | вільна боротьба, до 74 кг        | Бронза |
| Турнір «Олімпія» 2015                                     | Франція | вільна боротьба, до 74 кг        | Бронза |
| Меморіал Вацлава Циолковського 2015                       | Франція | вільна боротьба, до 74 кг        | 8      |
| Гран-прі Парижа з боротьби 2016                           | Франція | вільна боротьба, до 74 кг        | 7      |
| Турнір Яшара Догу 2016                                    | Франція | вільна боротьба, до 74 кг        | Срібло |
| Гран-прі Іспанії з боротьби 2016                          | Франція | вільна боротьба, до 74 кг        | Срібло |
| Гран-прі Парижа з боротьби 2017                           | Франція | вільна боротьба, до 74 кг        | 7      |
| Гран-прі Іспанії з боротьби 2017                          | Франція | вільна боротьба, до 86 кг        | Золото |
| Кубок Ахмата Кадирова 2017                                | Франція | вільна боротьба, до Teamevent кг | Бронза |
| Міжнародний меморіал Білла Фаррелла 2018                  | Франція | вільна боротьба, до 79 кг        | Срібло |
| Чемпіонат світу з боротьби серед військовослужбовців 2018 | Франція | вільна боротьба, до 79 кг        | Бронза |
| Турнір Дана Колова — Николи Петрова 2019                  | Франція | вільна боротьба, до 79 кг        | 15     |
| Меморіал Вацлава Циолковського 2019                       | Франція | вільна боротьба, до 74 кг        | 11     |
| Всесвітні ігри військовослужбовців 2019                   | Франція | вільна боротьба, до 74 кг        | 5      |

### Виступи на змаганнях молодших вікових груп
| Змагання                                       | Збірна  | Вагова категорія          | Місце  |
| ---------------------------------------------- | ------- | ------------------------- | ------ |
| Чемпіонат Європи з боротьби серед кадетів 2009 | Франція | вільна боротьба, до 46 кг | 7      |
| Чемпіонат Європи з боротьби серед кадетів 2010 | Франція | вільна боротьба, до 58 кг | Бронза |
| Чемпіонат Європи з боротьби серед кадетів 2011 | Франція | вільна боротьба, до 63 кг | 10     |
| Чемпіонат Європи з боротьби серед юніорів 2012 | Франція | вільна боротьба, до 74 кг | 22     |
| Чемпіонат Європи з боротьби серед юніорів 2013 | Франція | вільна боротьба, до 74 кг | Бронза |
| Чемпіонат світу з боротьби серед юніорів 2013  | Франція | вільна боротьба, до 74 кг | 9      |
| Чемпіонат Європи з боротьби серед юніорів 2014 | Франція | вільна боротьба, до 74 кг | 7      |
| Чемпіонат світу з боротьби серед юніорів 2014  | Франція | вільна боротьба, до 74 кг | Золото |
| Чемпіонат Європи з боротьби серед молоді 2015  | Франція | вільна боротьба, до 74 кг | 12     |
| Чемпіонат Європи з боротьби серед молоді 2016  | Франція | вільна боротьба, до 74 кг | 10     |
| Чемпіонат Європи з боротьби серед молоді 2017  | Франція | вільна боротьба, до 74 кг | Срібло |
| Чемпіонат світу з боротьби серед молоді 2017   | Франція | вільна боротьба, до 74 кг | 22     |